# Marpod
Marpod (in ungherese Márpod, in tedesco Marpod) è un comune della Romania di 851 abitanti, ubicato nel distretto di Sibiu, nella regione storica della Transilvania. 
Il comune è formato dall'unione di 2 villaggi: Ilimbav (Eulenbach), Marpod.
I monumenti più importanti del comune sono:
- Il Tempio evangelico di Marpod, costruzione in stile romanico del XIII secolo fortificata nel XVI secolo
- La chiesa lignea di Ilimbav, costruita nel XVIII secolo.